# Tenente colonnello
Tenente colonnello è, nella gerarchia militare, un Grado della categoria degli Ufficiali Superiori posto fra quello di Maggiore (di livello inferiore) e di Colonnello (superiore).
Al grado di Tenente Colonnello corrisponde il comando di un Battaglione o di una Unità equivalente (Gruppo Squadroni per la Cavalleria e l'Aviazione dell'Esercito, Gruppo per l'Artiglieria).
Lo sviluppo organico dei Reparti e l'aumentare delle competenze, che portò mutamenti, integrazioni e aumenti nelle figure gerarchiche di sottufficiali e ufficiali inferiori, comportò anche mutamenti e integrazioni fra gli ufficiali superiori. Alla fine del Settecento i reggimenti, passati a più battaglioni, ebbero la necessità di prevedere ufficiali superiori di grado inferiore al colonnello. A similitudine del capitano luogotenente, venne creato il grado di luogotenente colonnello.

## Italia

### Forze armate e forze di polizia
Il grado di luogotenente colonnello ridotto a tenente colonnello nel 1831, fu soppresso nel 1841 e quindi ripristinato nel 1849. È abbreviato come Ten. Col. (Esercito e Carabinieri) o T.Col. (Aeronautica).
Il codice di corrispondenza, nella scala gerarchica delle forze armate dei paesi membri della NATO, è OF-4.
L'attuale distintivo di tenente colonnello dell'Esercito Italiano è formato da due stellette e da una corona turrita, analogamente all'Arma dei Carabinieri e alla Guardia di Finanza.
Il distintivo di tenente colonnello dell'Aeronautica Militare è formato da un doppio binario, un binario, e una "losanga". Per il personale di volo il grado è quello di tenente colonnello pilota.
Per la Marina Militare, il cui grado omologo è capitano di fregata, da un doppio binario, sormontato da un filetto o binario, e un giro di bitta.
Nell'Esercito Italiano il distintivo di grado per controspallina di tenente colonnello è costituito da una corona turrita dorata e da due stellette dorate. Il tenente colonnello comandante di battaglione ha le due stellette bordate di rosso. Il tenente colonnello con incarichi di comando/supporto del grado superiore ha una stelletta aggiuntiva di colore argento bordata di rosso.
Esercito

Distintivo per controspallina di tenente colonnello dell'Esercito Italiano
Distintivo per controspallina di tenente colonnello comandante di battaglione
Distintivo per controspallina di tenente colonnello con funzioni superiori

Marina Militare, Aviazione Militare, Arma dei Carabinieri

Distintivo per paramano di capitano di fregata della Marina Militare Italiana
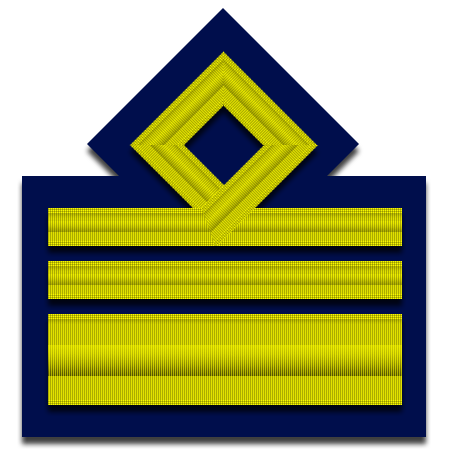
Distintivo per paramano di tenente colonnello dell'Aeronautica Militare Italiana
Distintivo per controspallina di tenente colonnello dell'Arma dei Carabinieri

### Comparazione con le qualifiche dei corpi a ordinamento militare

Distintivo di grado per controspallina di tenente colonnello della Guardia di finanza
Distintivo di grado per controspallina di Segretaria Nazionale del Corpo delle Infermiere Volontarie della Croce Rossa Italiana

### Comparazione con le qualifiche dei corpi a ordinamento civile
Nei corpi di polizia i "gradi" sono stati sostituiti dalle "qualifiche" solo in parte corrispondenti ai gradi militari vigenti nell'Esercito italiano, nell'Arma dei carabinieri e nella Guardia di finanza. L'art. 32 del decreto legislativo n. 298 del 2000 "Riordino del reclutamento, dello stato giuridico e dell'avanzamento degli ufficiali dell'Arma dei carabinieri, a norma dell'articolo 1 della legge 31 marzo 2000, n. 78", ha fissato la seguente equiparazione tra gradi e qualifiche:

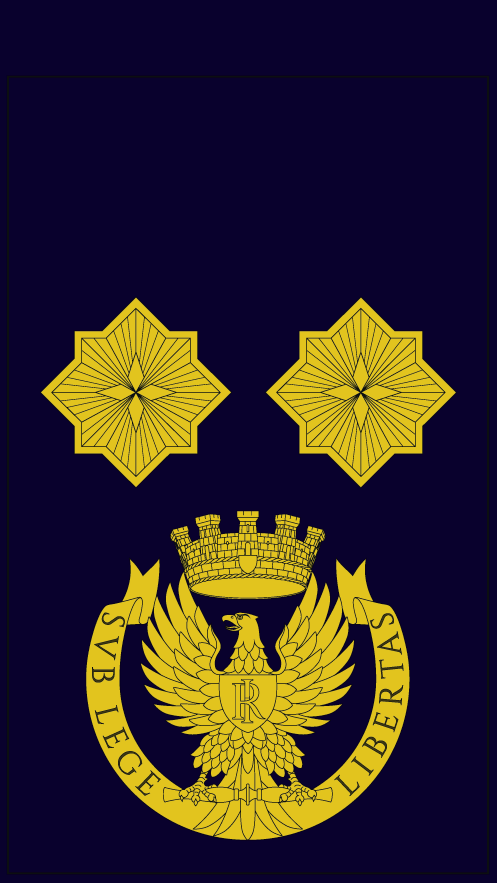
Distintivo di qualifica per controspallina di vice questore della Polizia di Stato
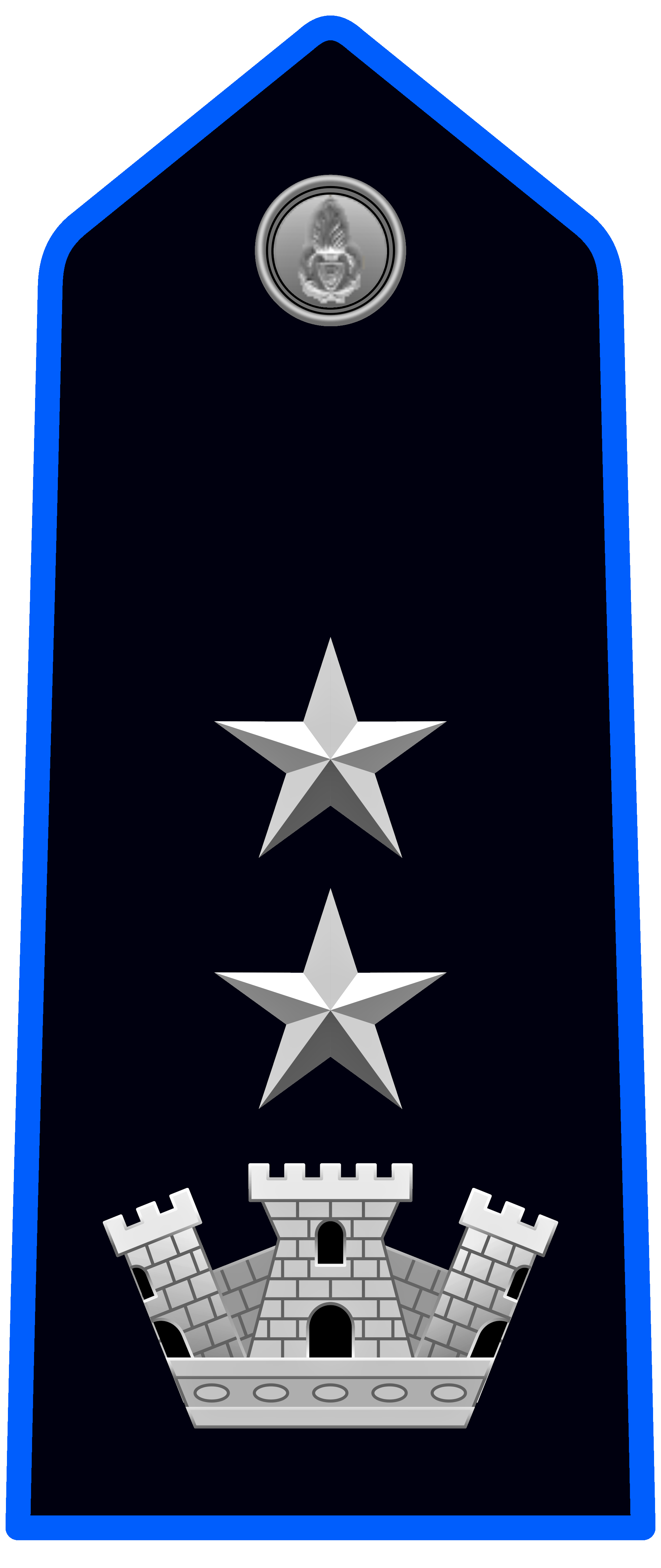
Distintivo di qualifica per controspallina di commissario coordinatore della Polizia penitenziaria
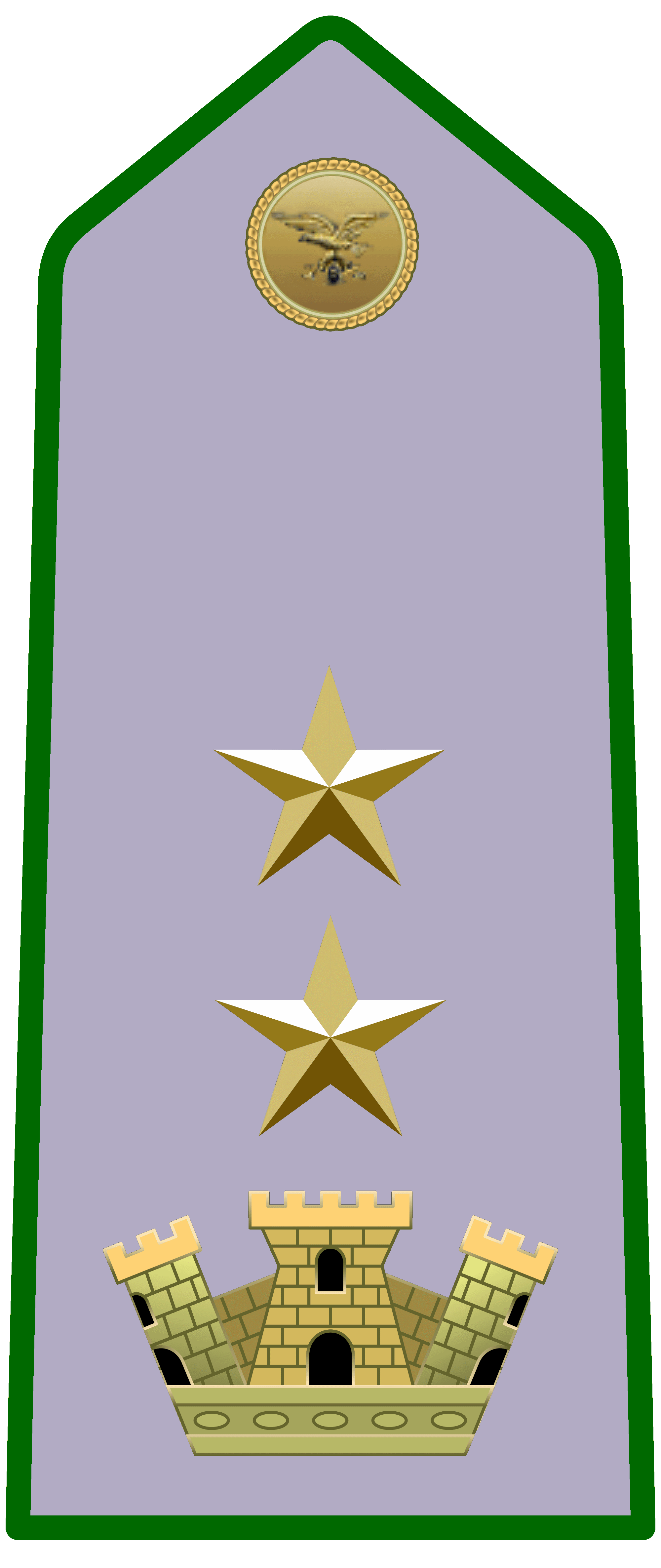
Distintivo di qualifica per controspallina di vice questore aggiunto del Corpo forestale dello Stato
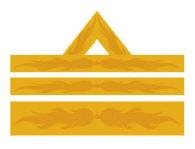
Distintivo di qualifica di direttore vice dirigente del Corpo nazionale dei vigili del fuoco

### Regno delle Due Sicilie
Nel Real Esercito del Regno delle Due Sicilie il grado di Tenente colonnello era superiore al grado di Maggiore e inferiore al grado di colonnello. Il distintivo di grado era costituito da due spalline con corona e due gigli.

## San Marino

### Corpo della Gendarmeria
Nella Gendarmeria di San Marino il grado di tenente colonnello è un grado degli ufficiali superiori.

Distintivo di grado per controspallina per Tenente Colonnello.

## Svizzera

Distintivo di grado da tenente colonnello

it: Tenente colonnello, fr: Lieutenant-colonel, de: Oberstleutnant
Nell'esercito svizzero, il grado di tenente colonnello (abbreviato ten col) è un ufficiale superiore che comanda un battaglione (circa 1000 soldati).

## Brasile
In Brasile, Tenente Coronel è il grado che segue quello di Major e precede quello di Coronel nell'Esercito e nell'Aeronautica. L'equivalente nella Marina è Capitão de Fragata.
|                     |                   |                        |
| Exército Brasileiro | Marinha do Brasil | Força Aérea Brasileira |

## Grecia
Antisintagmatarca (in greco: Αντισυνταγματάρχης, abbreviato Ανχης, antisyntagmatarchis), è il grado militare dell'Esercito greco che corrisponde al quello di tenente colonnello.
Il suo significato è quello di vicecomandante di reggimento (syntagma), grado superiore a quello di tagmatarca (maggiore) e inferiore a Syntagmatarchis (colonnello); le responsabilità tipiche dell'antisintagmatarca sono quelle di comandante di battaglione. Agli ufficiali che detengono questo grado i loro subordinati si rivolgono loro con "Kyrie Diikita" (Κύριε διοικητά) cioè Signor comandante, nel caso di un comandante di battaglione o Kyrie Syntagmatarcha (Κύριε Συνταγματάρχα) cioè Signor Syntagmatarca o  "Kyrie Antisyntagmatarcha" (Κύριε Αντισυνταγματάρχα) cioè Signor tenente colonnello negli altri casi.
Il distintivo di grado attuale è costituito da una granata fiammeggiante e due stelle dorate. In epoca monarchica il distintivo di grado era costituito dalla corona e due stelle dorate.

controspallina di Syntagmatarchis (1937–1968)
controspallina di Syntagmatarchis dal 1968

## Russia e Unione Sovietica
Podpolkovnik (in russo подполко́вник?) è un grado militare diffuso nei paesi slavofoni omologo a quello di tenente colonnello.
Il grado è comparso tra la fine del XV e l'inizio del XVI secolo per indicare l'assistente o il vice comandante di una formazione militare dalle dimensioni di un reggimento.
Negli strelizzi il podpolkovnik era responsabile di tutte le attività militari e delle funzioni amministrative e normalmente era di origine nobile o un boiardo.
Dai primi de XVII secolo venne istituito un grado con la denominazione polupolkovnik (ru: полуполковник) che oltre alle sue normali responsabilità aveva il compito di comandare le retrovie del reggimento o altre formazioni minori, fino all'introduzione del livello di battaglione.

### Impero russo
Nell'Impero russo, dall'introduzione della tavola dei ranghi della Russia Imperiale da parte di Pietro il Grande e fino al 1856 il grado era privilegio dalla nobiltà ereditaria. Il grado di Podpolkovnik venne abolito il 16 dicembre 1917, insieme a tutti i gradi precedenti e le insegne del vecchio Esercito Imperiale Russo. 
Nella Marina imperiale russa il suo equivalente era quello di capitano di 2º rango.
Nell'Armata Bianca il grado fu in vigore dal dicembre 1917 al novembre 1918 e dopo essere stato abolito e omologato a quello di capitano, venne ristabilito nell'aprile del 1920 dal generale Pëtr Nikolaevič Vrangel'.

### Unione Sovietica e Fererazione Russa
Con la fondazione dell'Unione Sovietica la designazione dei gradi dell'esercito imperiale russo venne soppressa e il grado di podpolkovnik abolito il 16 dicembre 1917, insieme a tutti i gradi precedenti del vecchio esercito imperiale russo e nell'organizzazione politico-militare equivalente a primo commissario di battaglione (russo: старший батальонный комиссар; traslitterato staršij batal'onnyj komissar, letteralmente commissario seniore di battaglione). Un grado equivalente a podpolkovnik è stato istituito nel 1924, con la denominazione di Assistente comandante di reggimento e suo pari (russo: помощник командира полка и ему равные; traslitterato: pomošnik komandira polka i emu ravnye) superato nel 1935 con l'introduzione di singoli gradi.
Il grado di podpolkovnik è stato reintrodotto nel 1939 per disposizione del Comitato esecutivo centrale dell'Unione Sovietica e dal Consiglio dei commissari del popolo.
L'Armata Rossa e poi quella Sovietica hanno usato questo grado che è stato poi ripreso fino sì giorni nostri anche in molti paesi dell'ex-URSS, tra cui la Federazione Russa.

## Paesi slavofoni e di influenza russa
Nei paesi slavofoni, il nome differisce leggermente a seconda del nome locale dell'unità militare "reggimento"; ad esempio, negli stati nati dalla dissoluzione della Jugoslavia è "puk" (serbo puk - Serbia, sloveno polk - Slovenia), tra cechi e slovacchi è "pluk» (ceco: plukovník, slovacco: plukovník). Nonostante Georgia, Lettonia e Lituania non siano paesi slavi, essi sono stati notevolmente influenzati dalla cultura slava. Georgia, Lettonia e Lituania hanno fatto parte prima dell'Impero russo e poi dell'Unione Sovietica con la Lituania che in precedenza aveva fatto parte anche della Confederazione polacco-lituana. Inoltre, questo grado viene utilizzato nei paesi che facevano parte dell'Unione Sovietica fino al 1991 e mantenevano il sistema sovietico dei gradi militari, come l'Azerbaigian, stato caucasico come la Georgia, e gli stati dell'Asia Centrale, nati dalla dissoluzione dell'Unione Sovietica quali Kazakistan, Kirghizistan, Tagikistan, Turkmenistan e Uzbekistan.
- Azerbaigian – polkovnik-lejtenant
- Bielorussia — падпалкоўнік (padpalkoŭnik)
- Bulgaria — подполковник (podpolkovnik)
- Georgia — ვიცე-პოლკოვნიკი (vitse-p’olk’ovnik’i)
- Kazakistan — подполковник (podpolkovnïk)
- Kirghizistan — подполковник (podpolkovnik)
- Lettonia — pulkvežleitnants
- Lituania — pulkininkas leitenantas
- Macedonia del Nord — потполковник (potpolkovnik)
- Montenegro — потпуковник  (potpukovnik)
- Polonia — podpułkownik
- Rep. Ceca — podplukovník
- Russia — подполковник (podpolkovnik)
- Serbia — потпуковник (potpukovnik)
- Slovacchia — podplukovník
- Slovenia — podpolkovnik
- Tagikistan — подполковник (podpolkovnik)
- Turkmenistan — podpolkownik
- Ucraina — підполковник (pidpolkovnyk)
- Uzbekistan — podpolkovnik

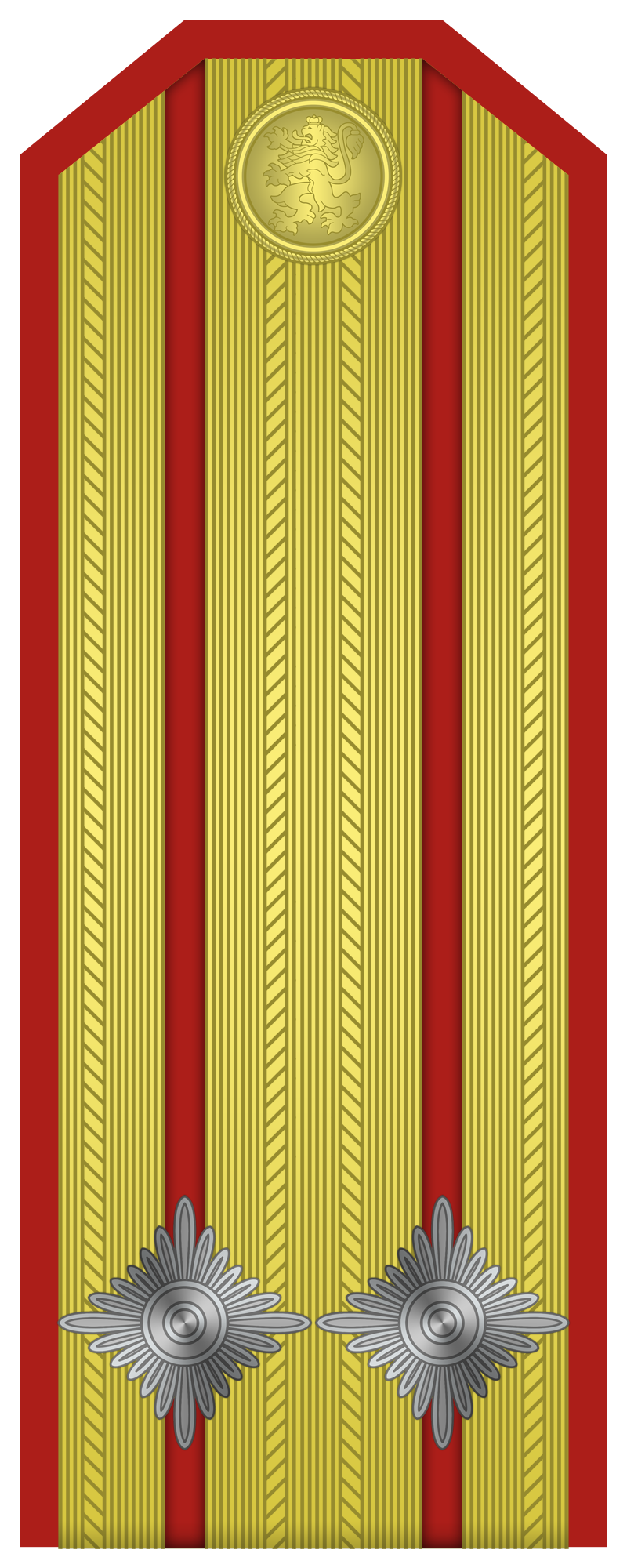
tenente colonnello (podpolkovnik / подполковник) Bulgaria
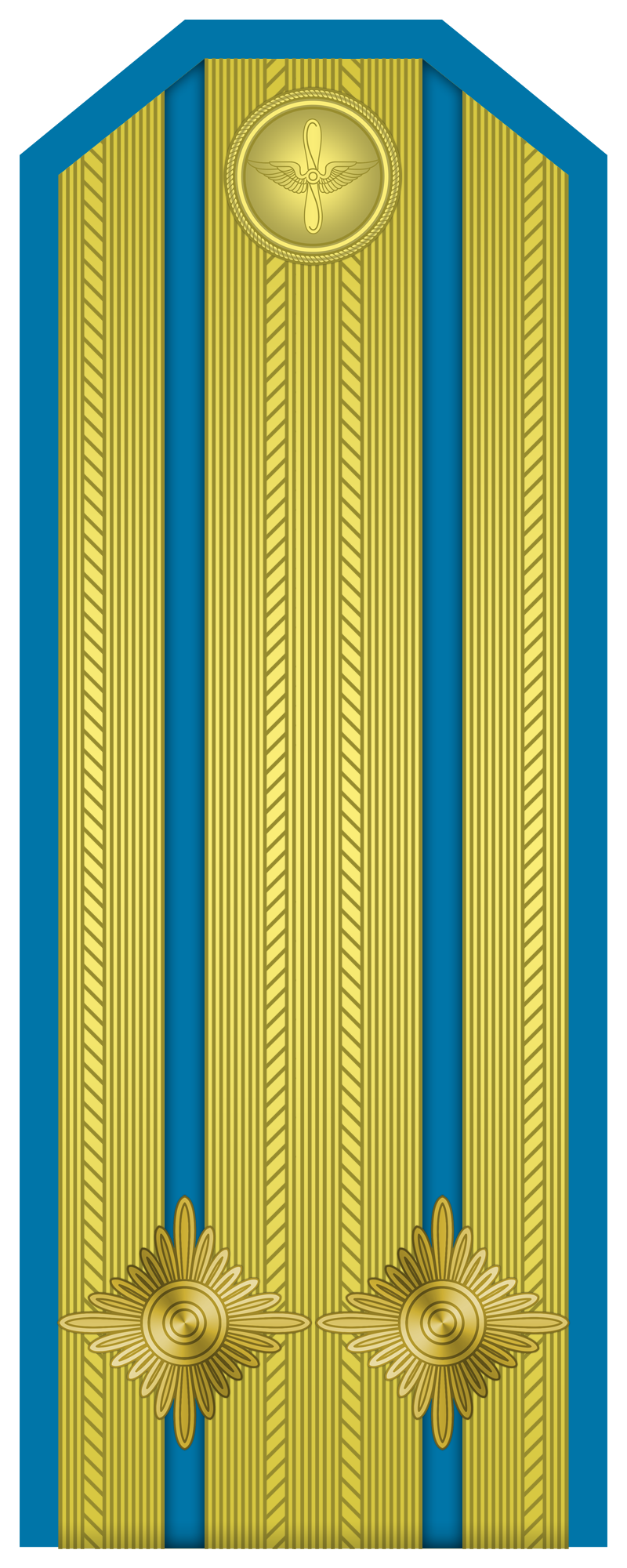
tenente colonnello dell'Aeronautica bulgara
podplukovník Esercito ceco
tenente colonnello (podpułkownik) Esercito polacco
tenente colonnello (podpułkownik) Aeronautica polacca
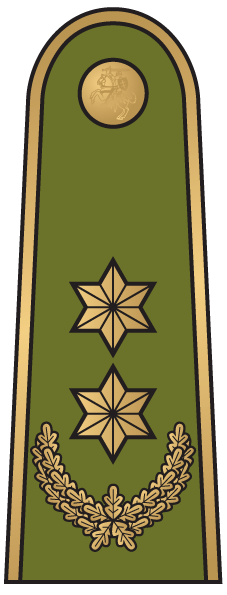
pulkininkas leitenantas, Lituania
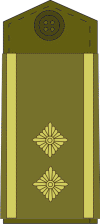
potpukovnik Serbia
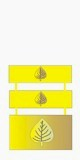
podpolkovnika Slovenia
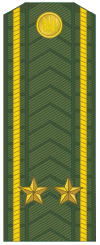
pidpolkovnyk Esercito ucraino
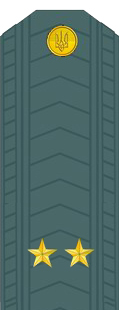
tenente colonnello (pidpolkovnyk) Aeronautica ucraina

## I gradi omologhi nel resto del mondo
Di seguito è riportata una lista dell'equivalente del grado per le principali forze armate mondiali:
 Albania?
 Arabia Saudita?
 Argentinateniente coronel
 AustraliaLieutenant colonel
 Austria?
 Belgio?
 BrasileTenente-coronel
 BulgariaPodpolkovnik
 CanadaLieutenant colonel
 CileTeniente coronel
 CinaZhong xiao, 中校
 Colombia?
 Corea del Nord?
 Corea del Sud대령 (Daeryeong) [Tè-ryòŋ]
 Croazia?
 Cuba?
 DanimarcaOberstløjtnant
 Egitto?
 Estonia?
 FinlandiaEverstiluutnantti
 FranciaLieutenant-colonel 
 GermaniaOberstleutnant
 GiapponeNitō-rikusa、 二等陸佐 (Rikugun-chūsa、陸軍中佐)
 GreciaAntisintagmatarchis (Αντισυνταγματάρχης)
 India?
 IranSarhang dovom
 Iraq?
 IrlandaLieutenant colonel
 IsraeleSgan aluf, סגן-אלוף
 Lettonia?
 Lituania?
 MessicoTeniente coronel
 NorvegiaOberstløytnant
 Nuova Zelanda?
 Paesi BassiLuitenant-Kolonel
 Pakistan?
 Perù?
 PoloniaPodpułkownik
 Portogallo?
 Regno UnitoLieutenant colonel o Wing commander
 Romania?
 RussiaPodpolkovnik, подполковник
 SpagnaTeniente coronel
 Siria?
 Slovenia?
 SveziaÖverstelöjtnant
 Stati UnitiLieutenant colonel  o Wing commander
 Sudafrica?
 Taiwan?
 Turchia?
 Uruguay?
 Venezuela?

### Riferimenti normativi
- Decreto legislativo 15 marzo 2010, n. 66, in materia di "Codice dell'ordinamento militare" aggiornato.
- Decreto del presidente della Repubblica 15 marzo 2010, n. 90, in materia di "Testo unico delle disposizioni regolamentari in materia di ordinamento militare" aggiornato
- https://nso.nato.int/nso/zPublic/ap/PROM/APersP-01%20EDA%20V1%20E.pdf[collegamento interrotto], Bruxelles, https://nso.nato.int/nso/zPublic/stanags/CURRENT/2116EFed07.pdf[collegamento interrotto].

### Testi
- Riccardo Busetto, Il dizionario militare: dizionario enciclopedico del lessico militare, Bologna, Zanichelli, 2004, ISBN 978-88-080-8937-3.
- Alessandro Fraschetti, La prima organizzazione dell'Aeronautica militare in Italia dal 1884 al 1925, Roma, Stato Maggiore Aeronautica – Ufficio Storico, 1986.